# VIII Fiesta de la Independencia Talca 2017
La octava edición de la Fiesta de la Semana de la Independencia se llevó a cabo del 9 al 12 de febrero de 2017 en el balneario "Río Claro" de la ciudad de Talca, Chile.
Esta fiesta es un evento conmemorativo de la firma del Acta de la Independencia de Chile, realizada por Bernardo O'Higgins, en la ciudad de Talca el 12 de febrero de 1818. El evento fue desarrollado por la Municipalidad de Talca y la productora Bizarro. La producción ejecutiva estuvo a cargo del canal de televisión TVN (señal internacional TV Chile) por tercer año consecutivo.
Como novedad, en esta edición se llevó a cabo la transmisión radial del evento realizada por las emisoras Radio Diagonal y Radio Bio Bio. 
Los animadores de esta celebración, por segundo año consecutivo, fueron María Luisa Godoy y Cristian Sánchez.

## Evento solidario
Juan Carlos Díaz, alcalde de Talca, y Alicia Hidalgo, directora ejecutiva de TVN, anunciaron a los artistas que serían parte de la parrilla de la octava versión de la Fiesta de la Independencia de Talca. El certamen se realizó entre el jueves 9 y el domingo 12 de febrero en el escenario de la explanada del balneario Río Claro, al cual subieron María Luisa Godoy y Cristián Sánchez como animadores.
Los artistas, nacionales y extranjeros, que se presentaron fueron: Carlos Vives, Toco Para Vos, Jesse & Joy, Kudai, Noche de Brujas, Luciano Pereyra, Los Tres y Lucybell. El humor estuvo representado por Los Atletas de la Risa, Sergio Freire, La Pola y Los Locos del Humor.
El alcalde, Juan Carlos Díaz, manifestó su entusiasmo por la edición 2017 declarando: «Estamos muy contentos de haber lanzado una nueva versión de la Fiesta de la Independencia que cada año reúne a miles de chilenos en nuestra ciudad. Así pues, esperamos haber estado a la altura de las expectativas de la gente y extendemos la invitación a todos quienes deseen visitar nuestra ciudad durante el próximo verano, donde celebraremos la proclamación de la independencia de Chile, ocurrida un 12 de febrero en tierras maulinas». 
Como consecuencia de los incendios forestales ocurridos en Chile en el año 2017, que afectaron especialmente a la Región del Maule, la celebración fue utilizada como un evento solidario, teniendo como objetivo lograr recaudar 400 millones de pesos chilenos para reconstruir 100 casas afectadas en las comunas de Constitución, San Javier , Empedrado y Cauquenes. Para este efecto, se abrió una cuenta corriente en la que diversos Stands realizaron donaciones. Eventualmente, el evento no lograría la meta esperada, aunque la organización quedaría satisfecha de igual manera.

## Desarrollo de la celebración

### Día 1 (jueves 9)
- Carlos Vives
- Los Atletas de la Risa (humor)
- Toco Para Vos

### Día 2 (viernes 10)
- Jesse & Joy
- Sergio Freire (humor)
- Kudai

### Día 3 (sábado 11)
- Noche de Brujas
- La Pola (humor)
- Luciano Pereyra

### Día 4 (domingo 12)
- Los Tres
- Los Locos del Humor (humor)
- Lucybell